# Tidsdiskret

En diskret samplad signal

En funktion eller process är tidsdiskret om den är definierad för en uppräknelig eller oändligt uppräknelig mängd reella tal på en diskret tidsaxel av nollskild längd. Uttrycket används ofta något slarvigt även då variabeln i fråga inte behöver ha med tid att göra.